# 妮卡·達爾德羅普
妮卡·達爾德羅普（英語：Nika Daalderop，1998年11月29日—），是一名荷蘭女子排球運動員，司職主攻手。現效力於意甲球隊科內利亞諾女排俱樂部。
達爾德羅普是荷蘭國家女子排球隊一員。